# 클라우디오 엥카르나시온 몬테로
클라우디오 엥카르나시온 몬테로(Claudio Encarnacion Montero, 1995년 10월 12일 ~ )는 잉글랜드의 배우이다. 《빅 타임 러쉬》빌리 리베라 (Billie Rivera) 역으로 잘 알려져 있다.